# Liste der Kulturdenkmäler in Wintrich
In der Liste der Kulturdenkmäler in Wintrich sind alle Kulturdenkmäler der rheinland-pfälzischen Ortsgemeinde Wintrich aufgeführt. Grundlage ist die Denkmalliste des Landes Rheinland-Pfalz (Stand: 10. August 2023).

## Denkmalzonen
| Bezeichnung                 | Lage                                            | Baujahr         | Beschreibung | Bild |
| --------------------------- | ----------------------------------------------- | --------------- | --- | ---- |
| Denkmalzone Moselweinstraße | Moselweinstraße 24, 26, 28, 29, 32 und 32a Lage | 18. Jahrhundert | für die obere Mittelmosel charakteristisches Straßenbild aus vier aneinandergebauten Wohnhäusern des 18. Jahrhunderts und dem Pfarrhaus von 1756 | BW   |

## Einzeldenkmäler
| Bezeichnung                           | Lage                                        | Baujahr         | Beschreibung                                                                                                  | Bild            |
| ------------------------------------- | ------------------------------------------- | --------------- | --- | --------------- |
| Wohnhaus                              | Auf Thanisch 3 Lage                         | 1759            | Fachwerkhaus, teilweise massiv, verputzt, bezeichnet 1759                                                     | Fotos hochladen |
| Wohnhaus                              | Auf Thanisch 5 Lage                         | um 1500         | Fachwerkhaus, teilweise massiv, eventuell noch aus dem 15. Jahrhundert, im 18. oder 19. Jahrhundert überformt | Fotos hochladen |
| Wohnhaus                              | Im Winkel 3 Lage                            | 1801            | stattlicher Putzbau, Fachwerkgiebel teilweise verputzt und verschiefert, bezeichnet 1801                      | Fotos hochladen |
| Wohnhaus                              | Moselstraße 7 Lage                          | 1744            | Massivbau, teilweise Fachwerk, bezeichnet 1744, Fachwerkscheune                                               | Fotos hochladen |
| Wohnhaus                              | Moselstraße 8 Lage                          | 1760            | fünfachsiger Mansarddachbau, bezeichnet 1760                                                                  | Fotos hochladen |
| Wegekapelle                           | Moselweinstraße, Ecke Kurfürstenstraße Lage | 18. Jahrhundert | Massivbau, glockenförmig geschwungenes Zeltdach; Altaraufsatz mit Heiligem Donatus, 18. Jahrhundert           | Fotos hochladen |
| Katholische Pfarrkirche St. Stephanus | Moselweinstraße 22 Lage                     | 1642            | Turmunterbau bezeichnet 1642, Chor und Sakristei von 1702, Schiff und obere Turmgeschosse von 1825            | Fotos hochladen |
| Bildstock                             | Moselweinstraße, an Nr. 22 Lage             | 1656            | an der Nordwand: barocker Kreuzigungsbildstock, bezeichnet 1656                                               | BW              |
| Katholisches Pfarrhaus                | Moselweinstraße 24 Lage                     | 1756            | ehemaliges Quereinhaus; stattlicher Mansardwalmdachbau, bezeichnet 1756                                       | Fotos hochladen |
| Wohnhaus                              | Moselweinstraße 29 Lage                     | 1729            | Fachwerkhaus, teilweise massiv, verputzt, bezeichnet 1729                                                     | Fotos hochladen |
| Wohnhaus                              | Moselweinstraße 35 Lage                     | 1719            | Fachwerkhaus, teilweise massiv, verzogener Grundriss, bezeichnet 1719                                         | Fotos hochladen |
| Weingut Martinerhof                   | Moselweinstraße 84 Lage                     | 1761            | ehemaliges Hofgut des Klosters St. Martin in Trier; stattlicher barocker Mansarddachbau, bezeichnet 1761      | Fotos hochladen |
| Wohnhaus                              | Pützgasse 1 Lage                            | 1715            | Eckwohnhaus; stattlicher Massivbau, teilweise Fachwerk, bezeichnet 1715                                       | Fotos hochladen |
| Wegekreuz                             | Pützgasse, bei Nr. 1 Lage                   | um 1700         | barockes Schaftkreuz, wohl noch aus dem 17. Jahrhundert                                                       | Fotos hochladen |
| Bildstock                             | Schulstraße, bei Nr. 1 Lage                 | 1661            | Kreuzigungsbildstock, barock, bezeichnet 1661                                                                 | BW              |
| Wegekreuz                             | östlich oberhalb des Ortes an der K 85 Lage | 1773            | barockes Schaftkreuz, teilweise erneuert, bezeichnet 1773                                                     | Fotos hochladen |